# 山口県道332号十種ヶ峰線
山口県道332号十種ヶ峰線（やまぐちけんどう332ごう とくさがみねせん）は、山口県山口市を通る一般県道である。

## 概要
十種ヶ峰中腹から山口市阿東嘉年下（かねしも）の国道315号に至る。十種ヶ峰山麓にある山口県所管の社会教育施設「山口県十種ヶ峰青少年自然の家」の入口付近と国道315号との間を結ぶために整備された、いわゆるピストン路線である。

### 路線データ
- 起点：山口市阿東嘉年下
- 終点：山口市阿東嘉年下（国道315号交点）

## 歴史
- 1976年（昭和51年）4月1日 - 山口県告示第270号によりが県道認定[1]。
- 2010年（平成22年）1月16日 - 阿武郡阿東町が山口市に編入したことに伴い起点および終点の地名表記が変更される（阿武郡阿東町嘉年下→山口市阿東嘉年下）。

## 地理

### 通過する自治体
- 山口県
  - 山口市

### 交差する道路
| 交差する道路 | 交差する場所           | 交差する場所 |
| ------------ | ---------------------- | ------------ |
| 国道315号    | 阿東嘉年下（かねしも） | 終点         |

### 沿線
- 山口県十種ヶ峰青少年自然の家（山口県十種ヶ峰青少年野外活動センター）
- 十種ヶ峰
- 十種ヶ峰ウッドパーク
  - オートキャンプ場
  - スキー場
- 中国自然歩道